# Xiang Meng
Xiang Meng (* 26. Oktober 1981 in Jinan) ist eine aus China stammende deutsche Tischtennisspielerin und promovierte Physikerin.

## Werdegang
Xiang Meng wurde 1981 in China geboren. 1989 übersiedelten die Eltern aus beruflichen Gründen nach Deutschland, ein Jahr später folgte Meng zusammen mit ihrer älteren Schwester. Hier begann sie ernsthaft und erfolgreich mit dem Tischtennissport. Dem Abitur in Simmern folgte ein Physikstudium. Im Mai 2006 nahm sie die deutsche Staatsbürgerschaft an. 2007 übersiedelte sie nach Kiel, um dort zu promovieren.

## Tischtennis
Mengs erster Trainer war ihr Vater Guanqi Xiang, der in China aufgrund seiner Spielstärke zum Nationalkader eingeladen wurde, darauf aber verzichtete, um den Schwerpunkt auf seine berufliche Ausbildung zu legen. Später übernahm Li Bing, Oberligaspieler bei Mainz 05, das Training. Xiang Meng schloss sich dem Verein DJK RW Mainz-Finthen an, wo sie bis 1994 blieb. 1991 siegte sie bei den mini-Meisterschaften, ihre Schwester Ying wurde Dritte. Mehrfach wurde sie im Schüler und Jugendbereich Deutsche Meisterin, 1996 im Einzel und im Doppel mit Julia Minor, 1991 im Doppel mit Alexandra Scheld sowie 2000 im Doppel mit Jessica Göbel und im Mixed mit Stefan Feth.
Über die Vereinsstationen TTV Andernach und SV Winterwerb gelangte sie 1997 zu Hassia Bingen. Hier erzielte sie ihre größten Erfolge bei den Erwachsenen: Mit Jessica Göbel holte sie Bronze bei den Deutschen Meisterschaften im Damendoppel 2000 und 2001.
Danach reduzierte Xiang Meng ihre Tischtennisaktivitäten, um den Schwerpunkt auf Forschung zu legen. 2007 übersiedelte sie nach Kiel und schloss sich dem Regionalligisten Kieler TTK an.

## Physik
Xiang Mengs Interesse für Physik, speziell Astrophysik, wurde am Gymnasium in Simmern geweckt. Nach dem Abitur studierte sie an der Ruprecht-Karls-Universität Heidelberg Physik und schloss mit dem Diplom ab. Anfang 2007 übersiedelte sie nach Kiel, wo sie 2009 promoviert wurde. Danach forschte sie drei Jahre lang an der University of Cambridge, 2013 veröffentlichte sie zusammen mit John C. B. Papaloizou  die Arbeit Interaction between inclined massive planets and circumstellar discs. Später wechselte sie an die Universität Bonn mit dem Ziel einer Habilitation. 2016 erhielt sie ein Annemarie-Schimmel-Stipendium der Universität Bonn. Seit 2019 arbeitet sie als Lead Engineer AWS beim IT-Serviceprovider Rackspace.

„Um einen Stern herum gibt es eine rotierende Gasscheibe, in der der Stern entstanden ist. Ich untersuche diese Gasscheiben und Planetenbahnen, wenn zum Beispiel von außen Störungen kommen, ein anderer Stern vorbeifliegt oder eine andere Gasscheibe. Es geht also um die dreidimensionale Entwicklung von Planeten.“

## Privat
Xiang Mengs Eltern sind Guanqi Xiang und Xi Sun. Sie hat drei Schwestern. Verheiratet ist sie mit Simon Grüß, mit dem sie drei Kinder hat.